# 青春鉄道
『青春鉄道』（あおはるてつどう）は、青春による日本の漫画。鉄道擬人化を題材としている。

## 概要
2006年3月18日の東武鉄道ダイヤ改正に端を発して同人作品が発表され、後にメディアファクトリーより同人作品のよりぬきに書き下ろしを加えて単行本化。同社『コミックフラッパー』にて2009年11月号から2011年9月号まで連載。その後、同社『月刊コミックジーン』に移籍し、2011年10月号から2014年4月号まで連載。その後、ウェブコミックマガジン『ComicWalker』に移籍し、『青春鉄道（株）』と改称して2014年4月から月二回で連載開始。2018年9月17日には、同サイトの「COMIC BRIDGE」レーベルに移籍。現在も同人と商業の両方で連載されている。連載で登場した路線は2020年9月末時点で133路線。
作品中では車両の擬人化ではなく、鉄道路線の擬人化が行われている。そのため、「架線が弱い」「ダイヤが乱れる」「振り替えを頼む」などの発言が多々みられる。
実在交通事業者名が登場するが、公式許諾されているかは明言されていない。
西武鉄道のみ、公式コラボの実績がある。

## 登場する路線
作品中にはJR各社の新幹線とJR東日本・JR西日本の在来線、東武鉄道、西武鉄道、東京急行電鉄、小田急電鉄、東京地下鉄（東京メトロ）、都営地下鉄、他私鉄・第三セクターの路線が登場する。
ここではあくまで漫画に登場するキャラクターについて記述する。モデルとなっている各路線についてはリンク先を参照。
記載されている漫画に登場するキャラクターのデータについては、「青春画集~青春鉄道キャラクターブック&イラスト集~」を参照にしている。

### JR在来線
襟、前合わせ、袖口に白い縁取りの入った各ラインカラーの詰襟を着用している。スラックスも同色で裾は折り返し。登場回数が少ない路線がある。新幹線を上官とする。

#### 首都圏エリア
山手線
声 - 石田彰
身長175cm、体重67kg（外回り）。
身長60cm、体重10kg（内回り）。
短髪の青年。内回りと外回りそれぞれが存在し内回りは人形。本体の外回りがそれを利用して腹話術で会話する。
やかましく言葉を慎まない内回りに対して外回りは寡黙で陰鬱、他の路線のような接続も乗り入れもないことをぼやく寂しがりやである。
同じところをぐるぐる回っているため、終点で時々止まらないと自分が何をしているのかわからなくなる。
ひとつの食べ物に執着する癖がある。
京浜東北線
声 - 杉山紀彰
身長178cm、体重65kg。
茶髪の青年。前髪は右から左へ流していてメガネをかけている。根岸線でもある。
在来線のまとめ役的存在だが個々の個性が強過ぎてまとめ切れていない。あだ名は「ギャラクシー・メガネ」。
人為的な事故が多いせいかスプラッターが苦手で、猟奇的なものを見せられると気絶してしまう。
ときどき東海道本線を殺したいと思っている。のど飴は必需品。
自らの誇りである209系車両に別れを告げ車両を全交換したが、それでも事故ゼロは目指せていない。
宇都宮線（東北本線）
身長186cm、体重75kg。
黒髪の青年。前髪を右側で分けており穏やかな目をしている。
一見にこやかだが「歪んだ性格」と評されるほどに性格が悪い。
高崎線とよく口論になっており、彼の利用者が自分より多い事を気にしているが仲は良い。
趣味は私鉄いじめだが、新幹線の前では優等生ぶっている。振替輸送の交渉では絶対に引かない。そのため上越新幹線からは危険人物として見られている。
東北新幹線延伸による第三セクター移管のために路線総延長が短くなったことを気にしているが表には全く出さない。
東京駅乗り入れが新幹線より高い高架で実現するのを楽しみにしていた。
甘党でつぶ餡派である。
高崎線
身長186cm、体重72kg。
黒髪の青年。髪型は宇都宮線と対になっており、前髪を左側で分けている。目つきが鋭い。
目付きが悪く言葉もきついので誤解を受けやすいが面倒見がいい上に宇都宮線よりもはるかに人が好い。気苦労が多いので宇都宮線より痩せている。
新幹線の前だとおどおどしてしまいそのせいで上越新幹線にこき使われている｡
辛党でカップラーメン辛が好き。
埼京線
声 - 代永翼
身長175cm、体重65kg。
ふわふわの金髪に童顔の青年。前髪を右側で分けている。
湘南新宿ラインが開業してからは架線接続の関係で宇都宮線や高崎線にも被害を及ぼしている。そのため彼らからしばしば小馬鹿にされ仲がよくない。
宇都宮線に手厳しく非難された際に優しく慰めてくれたりんかい線と直通運転をすることにした。そのりんかい線とはとても仲がいい。
和食、みたらし団子派。
武蔵野線
声 - 小野坂昌也
身長172cm、体重60kg。
ややボサボサの茶髪の青年。髪は脱色している。
冬になると半纏を羽織ることがある。
雨が降ったら遅延し風が吹いたら運休するといった怠惰な性格。やる気も無いし体力もない。その為西武にハメハメハ大王と呼ばれているが、最近防風柵が取り付いてあまり止まらなくなった。
遅延しても「人は振り替えで行けるが貨物は回せない」と貨物列車を優先して走らせる。
しょっちゅう東武東上線の家に入り浸っているが、最近は悪いと思ってお土産を持って行っている。
中央本線
身長176cm、体重60kg。
金髪をマッシュルームカットにした青年。
かつての人身事故ワースト1位で社会問題にもなり、そのせいでEDになった。台風は割と好き。
昔は気性が荒く総武線と過去に真剣で喧嘩していた。
現在は若干ヤンデレ気味である。
和食・煮物が好き。
八高線
身長178cm、体重72kg。
灰色のセミロングウェーブを後ろで束ね、丸いサングラスをしている。
陽気な性格で「HAHAHAHA」という笑い方と語尾の「☆」が特徴。山陽新幹線やIGRいわて銀河鉄道と国鉄時代に面識がある。
東武東上線と仲が良い。
国鉄時代は現在と異なり非常に乱暴な性格だった。サングラスに度は入っておらずかけている理由は「今の時代は少し眩しすぎる」から。
醤油味党、よもぎ餅が好き。
東海道本線
声 - 間島淳司
身長180cm、体重74kg。
東海道新幹線の弟。東海道新幹線以外の新幹線からは兄と区別してジュニアと呼ばれている。
黒髪の青年。兄と異なりアホ毛が無く､前髪を左側で分けている。
普段は冷静な性格だが兄のことを好いており、ときどき度を超すブラコンっぷりを発揮。
他の在来線が新幹線を「～上官」と呼ぶのに対し、彼だけは「～さん」（東海道新幹線のことは「兄さん」や「兄貴」）と呼ぶ。
半官半民の日本鉄道であった現在の高崎線と宇都宮線の面倒を見ていたが世話ができていなかった。
甘党でこし餡派で、これは濾すというひと手間を惜しむつぶあんが許せないため。
京葉線
身長176cm、体重70kg。
赤茶色のセミロングヘアーの青年。
自称セレブ・魔法使い。京浜東北線から209系車両をもらい受けるが余計なことを言ってケンカになる。
武蔵野線にすら「JRナンバーワン根性無し路線」と言われるほどすぐ止まり、独特の物腰でイラつかせることもある。
常磐線
身長166cm、体重58kg。
薄紫色の髪のショートボブの青年。
からかう相手を常に探している。千代田線のことを一部二重戸籍のためか地下鉄だと思っていない。
国鉄時代、直通し始めた千代田線が自分に乗って遠くまで行くところ偶然車内で会い業務をサボってまで仙台に同行した。
震災後、甚大な被害を受けた事に心を痛めていた。
横須賀線
身長178cm、体重80kg。
茶髪をハーフアップにした青年。身体つきががっしりとしている。
喧嘩っ早い性格のヤンキーで、東海道本線の手に負えない。
猫好きであり、自らが猫耳のカチューシャをつけていることもある。
川越線
身長173cm、体重68kg。
黒髪の青年。髪型は埼京線と対になっており、前髪を左側で分けている。
埼京線の保護者で彼と共に登場することが多い。また埼京線と仲のいいりんかい線を敵視している節がある。
埼玉県民で八高線とは軍事路線仲間。
軍事路線であるが故に自分の母が戦争のため終戦してすぐの頃は「俺　廃線かな？」と言うシーンがあった。
サングラスを八高線に渡す際、「進駐軍から貰った」(『あいつらから貰った』と言う発言があったため)と話している。しかし、西武大宮線が廃線に成る前にサングラスを貰っている。この二つの相互関係は実際のところ未だ不明である。ちなみに八高線にサングラスを上げた真の理由は自分には似合わなかったためらしい。
吾妻線
身長165cm、体重50kg。
太めの眉で童顔気味の青年。
その童顔は信越本線に｢吾妻がもうちょっと小さかったら｣と言われるほど。そのせいか彼に対して容赦ない発言をする。
口に咥えているのは煙草ではなくチュッパチャップス。

#### 千葉エリア
総武本線
身長164cm、体重53kg。
外ハネの金髪の青年。三白眼。詰襟の中にはワイシャツではなく常にTシャツを着ている。
ヤンキー揃いのJR千葉支社を束ねる千葉の番長兼ツッコミ役。千葉のJR線達からは「パネェ」と崇められている。
千葉のJR線だけでなく他の千葉の私鉄のことも気にかけているなど面倒見がいい。「黄色いキャラはカレー好き」と思われることに納得がいかない。
駄菓子・ラムネがお気に入り。
千葉県に来た人にはおもてなしとして無理やりマッ缶ことマックスコーヒーを飲ませる。
成田線
身長176cm、体重77kg。
緑色の髪をした青年。この髪はカツラだがハゲているわけではなく坊主。
よくカツラがずれていることを総武線に指摘されるが反省する様子が無い。
成田新幹線のことが忘れられず、新型スカイライナーに心を奪われてしまったりして総武線に怒られる。夢はパイロットになること。
東金線
身長179cm、体重75kg。
オレンジがかった茶髪の短髪の青年。
他の千葉のJR線に比べ総武線をより崇めている。
外房線
身長178cm、体重74kg。
茶髪で強面の青年。前髪を右側で分けている。
内房線
身長178cm、体重72kg。
茶髪の青年。髪型は外房線と対になっており前髪を左側で分けている。
久留里線
身長173cm、体重72kg。
灰色の髪の青年。前髪は左から右に流している。
なぜか仲間内で唯一成田線がカツラだったことに気づいていなかった。同じ非電化の八高線と仲がよく、車両をくれる。

#### 新潟エリア
信越本線
身長172cm、体重70kg。
黒髪の青年。前髪は左から右へ流している。左目のしたにほくろがある。
夏を除き緑・白・ピンクの3色のマフラーを巻いていたが、北陸新幹線延伸時に彼に譲った。現在は縦ストライプのマフラーを使っている。
12歳以下の男子なら顔や外見は関係なく好き。長野新幹線の延伸を悲しんでやまない。
かつて自分を育てた北陸本線に複雑な思いを寄せる。
羽越本線
身長175cm、体重67kg。
短い白髪の青年。右目のしたにほくろがある。
新潟で一番目立たないと言われている。冬場の遅延や運休の多さをよくからかわれる。
秋田新幹線にはおやつと認識されている。
白新線
身長176cm、体重75kg。
茶髪の青年。髪を左上で束ねている。
振り回されているようで主導権を握るのが得意。よく信越線の暴走を止めているが暴力的。
日本酒よりビール党。
越後線
身長174cm、体重72kg。
黒髪のおかっぱ頭の青年。ヘアバンドをしている。
「蕎麦男」と呼ばれるほど蕎麦が好きで麺類自体が好物。
遅延運休により暇つぶしで食べたら癖になり、立ち食い蕎麦の全国制覇を夢見ている。
上越線
身長168cm、体重65kg。
茶髪を後ろで束ねている青年。顔にそばかすがある。
仕事が終わると必ずワンカップを開けるほどの酒飲み。本当は甘党。
開業前の上越新幹線の教育係を務めていた過去があり、彼に「先輩」と呼ばせていた。

#### 東北エリア
奥羽本線
身長170cm、体重72kg。
黒髪で前髪を中央で分けている青年。顔にそばかすがある。
羽越本線と仲が良く山形新幹線が一番顔がいいと思っている。
秋田新幹線のことはよく食べる人と認識している。
ロンリーウルフであまり喋らない甘党。
仙山線
身長167cm、体重53kg。
ふわふわした黒髪の青年。
山形新幹線がカモシカを撥ねたとき一番慌てていた。全線開業に苦労した分しっかりしている。

#### 東海エリア
御殿場線
身長176cm、体重86kg。
ツンツン頭の青年。
東海道本線を収束させることが多いが、彼のブラコンを理解できない。

#### 西日本エリア
山陽本線
身長178cm、体重70kg。
ややボサボサの茶髪の青年。山陽新幹線に頼られていて西日本のまとめ役。
記念としてICOCAの企画書を出す程広島カープの優勝を信じている。
両利きで箸は右利きだがギターは左利き。
山陽新幹線40周年を記念して結成されたバンド「しゃかり気取り」のメンバーであり、担当はギター。
岩徳線
身長162cm、体重55kg。
短髪の青年。
気性が荒く、上司である山陽新幹線に対しても暴力的な態度をとる。
モンハンをプレイしているがいわゆる「野良」。
人間の女性と結婚していることから、登場路線は人間との結婚が可能であることを明文化された。
「しゃかり気取り」ベース担当。
北陸本線
身長178cm、体重72kg。
ウェーブした黒髪をシュシュで束ねた黒髪の青年。
北陸新幹線の兄で延伸と共に路線が移管されるのを待つばかり。東海道本線や函館本線とは鉄道黎明期からの付き合いで絡みがしばしば見られる。
かつて信越本線の面倒見を行い、彼が捻じ曲がった性格になった元凶。
上の3人からは昔の路線名の敦賀線から敦賀と呼ばれる。
山陰本線
身長193cm、体重83kg。
ややボサボサの黒髪の青年。第一次事業でネタにされている。時々山陽新幹線に厳しい一面もある。
野心的で山陽本線を引きずり降ろしたいが持ってる野心自体は低い。
背が高い為岩徳線からデカい岩、福知山線からはデカすぎと思われている。
「しゃかり気取り」ドラム担当。
湖西線
身長170cm、体重68kg。
ウェーブした黒髪の青年。前髪を右側で分けている。
地形の関係で止まるサンダーバードの事を自虐している。
エプロンは趣味だが家事は得意ではない。
大阪環状線
身長160cm、体重50kg。
黒髪のおかっぱ頭の青年。
山手線と違って一部の列車は他路線に直通するため、乗り間違える人を見るのが趣味。
福知山線
身長162cm、体重51kg。
ショートボブの青年。前髪を右側で分けている。
仲間が廃線になったり歴史が重く目が濁っているが本人は前向きのつもり。
篠山線の遺影を毎年更新して、山陽本線に彼の話をすると聞いてくれるので好感を持っている。
奈良線
身長177cm、体重60kg。
黒髪をオールバックにした青年。
京都弁を使うと怖がられるが、走行区間は全区間が京都府の為福知山線に許されると言われる。眉毛が薄い。
紀勢本線
身長172cm、体重70kg。
短髪の青年。
接続路線がない区間が長く孤独気味。
動物支障に悩まされ別の原因の事故が起きた時は鹿を撥ねたからといじられる。
大和路線（関西本線）
身長169cm、体重85kg。
茶髪で眼鏡を掛けた青年。
関西鉄道時代は東海道本線とシェア争いで泥沼化していた。現在仲は良好な模様。
血気盛んだったが現在は隠居のようになっており、禁煙を始めた。
三江線
身長168cm、体重63kg。
紙袋を被っている青年。廃線が決定し色々嘆いているがやる気だけは満々だった。
山陽本線に顔が出ないと言うが、廃線になった後も結局出ることはなかった。
JR東西線
身長175cm、体重65kg。
センター分けで楕円眼鏡の青年。
真面目そうで不真面目。
姫新線
身長165cm、体重60kg。
瞳に星が入った、センター分けで顔の横に少し掛かっている青年。
常にテンションがアイドル。

#### 北海道エリア
函館本線
身長130～170cm、体重20～65kg。
白(銀)髪を前で右分けにし、少し跳ね気味の髪をした青年。
東海道本線、北陸本線と並び幌内鉄道として生まれた開拓の星だった。
北海道新幹線が延伸すると共に路線は一部を残し移管予定。母体が赤字の影響で体が伸縮できるようになったため、それに伴い身長と体重が変動する。

#### 四国エリア
予讃線
身長177cm、体重63kg。
真ん中割れの髪で眉太めの青年。
強気な物言いだが適当。
土讃線
身長178cm、体重68kg。
オールバックに後ろで髪を結わいている青年。
まとめたいがまとめられない。
徳島線
身長179cm、体重68kg。
緩いウェービーな髪を左分けにしている、糸目の青年。
高徳線
身長178cm、体重63kg。
黒髪で前髪が短めの青年。
視力は0.5だが四角い眼鏡をしている。
予土線
身長175cm、体重60kg。
ボブショートの髪で前髪を右分けにしている青年。
瞳が小さめで一人称は「アタイ」。
詳しい仲は不明だが、信越本線から女性のコスプレ衣装をもらう。

#### 九州エリア
他地域の在来と同じ制服だが、縁取りが赤くなっている。
鹿児島本線
身長176cm、体重68kg。
茶髪で散切り頭の青年。
つばめ（現九州新幹線）を崇めており、かつて廃止に追いやった山陽新幹線を嫌っている。
酒の味にうるさい。
彼の路線を受け継いだ肥薩おれんじ鉄道は九州新幹線と自分の子と思っている。
日豊本線
身長174cm、体重70kg。
黒髪で散切り頭、左頬に白い絆創膏を貼った青年。
甘党で、バレンタインのチョコレートにイノシシの肉を入れようとして長崎本線に咎められる。
長崎本線
身長175cm、体重69kg。
金髪で前髪と後ろは短く、両脇が長めの髪形。
可愛い物が大好きで、理想の女に近づこうとして自分自身が女に近づいた。
鹿児島本線とはお互いに頭がおかしいと思っている。

### JR新幹線
袖口のカフスおよび前身ごろに金色のラインの入った濃い緑色の制服を着用し、白い手袋をはめている。JR在来線達の「上官」。九州新幹線以外の路線が一堂に会する部屋の他、東海道新幹線や山陽新幹線は各々のターミナル駅（名古屋駅、新大阪駅）にも部屋を持つ。
各新幹線の女性擬人化も存在する。女体化ではなく男性陣とは別個のキャラクターである。
秋田新幹線
声 - 斎賀みつき
身長177cm、体重75kg。
長い黒髪をアップにしてまとめている。女性的な外見だがれっきとした男性。
大食漢で、自分の路線で撥ねた熊を軽々かつげるほどの力持ち。
昔は特急「たざわ」で彼を初めて見た山陽新幹線や上越新幹線に食べられると思われていた。
山形新幹線
声 - 関俊彦
身長179cm、体重65kg。
黒髪をオールバックにした男性。
冬になり路線に落ち葉が積もると、山から下りてこられなくなる。
方言がきつい。
ヒステリーに陥った東海道新幹線を宥められる唯一の人物。
東北新幹線
声 - 三木眞一郎
身長178cm、体重65kg。
黒髪の短髪の男性。右耳だけにピアスをしているが、上越新幹線から「工事で遅れた自分が無事に開業できるようゲン担ぎに」とプレゼントされたものでゲイではない。しかしそのせいでピアスをつけて3カ月は同僚職員に気持ち悪がられたという経緯がある。
基本的に無口で自分に関係ないことには無関心な節がある。一方で上越新幹線のことをなにかと気にかけていたり、宇都宮線を懇々と諭したりと周囲を気遣う一面も持つ。
舌が子供。
上越新幹線
声 - 谷山紀章
身長182cm、体重70kg。
黒髪のショートカットの男性。上半身裸の上に緑色の制服を羽織る格好が多い。暑いとすぐに脱いでしまうほどの暑がり。
在来線の振り替えに積極的。回される車両がお古ばかりでイライラしており、そのせいかキレると止まらない。北陸新幹線に脅威を感じている。
東北新幹線とよく言い争いをしているが嫌っているわけではなく、彼のいない所で「嫌いなら喧嘩なんかしない」と発言している。一方の東北新幹線も裏で同じようなことを語っており、実態としては仲がいい。
コーヒーには砂糖とミルクを入れるのが好きだが、その事実は隠している。
東北新幹線曰く酒の味には煩いらしい。北海道新幹線の良さに酒を無限に持ち込める事を挙げている。
北陸新幹線 ・ 長野新幹線
声（長野新幹線） - 高橋美佳子
長野新幹線（成長前）身長130cm、体重28kg。
北陸新幹線（成長後）身長187cm、体重80kg。
ややウェーブした茶髪の青年。北陸本線の弟である。
2015年金沢駅まで開通するまでは子供であった。将来は先輩である東海道新幹線のようになりたいと思っている。
成長後の北陸新幹線としての姿は何度か描かれており、身長が伸びて東海道新幹線が慄くほどであった。2015年金沢駅開業後は成長後の姿である。
東海道新幹線
声 - 宮野真守
身長175cm、体重55kg。
黒髪の青年で東海道本線の兄。弟と対称の髪型で頭頂部にアホ毛が生えている。左襟に「B.T」と書かれたバッジを付けている。
自分が高速鉄道であることに誇りを持っており、それがいきすぎてややヒステリック。年間1兆を稼ぐが、日本一お金にうるさい。東海は金があると言われたらリニアを出して否定する。
メンタルが弱く天候による運行支障などなんらかのトラブルに遭遇するとすぐに落ち込み、慰められるとわめいたり大声で泣き出したりする。このことは新幹線達のトップシークレットで、弟である東海道本線以外の在来線には隠している。
元特急はと。姉妹特急の特急つばめであった九州新幹線とは因縁があり、未だに根に持っている。そのため自分の路線につばめが乗り入れるのを頑なに拒んでいる。新大阪延伸の際にはまだリニアがあると発言している。
黎明編で特急はと以前の過去及び東海道本線となぜ兄弟になったのかが明らかにされている。
ちなみにコロナ禍で大幅減便の為、暇だからという理由で某任天堂のゲームで九州新幹線の島中の木を根こそぎ切り倒した。
山陽新幹線
声 - 櫻井孝宏
身長185cm、体重74kg。
茶髪で気さくな雰囲気の男性。標準語で話すが本来は広島弁。
プライドの高い東海道新幹線と見下し目線の九州新幹線との板ばさみで苦労している。500系のことが忘れられない。東海道新幹線のツッコミ役。
国鉄篠山線だった過去を持ち、八高線やIGRいわて銀河鉄道と面識がある。戦時中は黒髪だったが敗戦時に金髪にし現在は単におしゃれとしての茶髪に落ち着いた。軍用路線であった自分の存在意義に悩んでいたが、0系新幹線に救われた。
広島弁を喋るが東海道新幹線に怒られるので封印している。
「しゃかり気取り」のボーカル担当(のちに他のメンバーによってクビにされた)。
九州新幹線
声 - 大川透
身長179cm、体重70kg。
七三分けで目付きの鋭いメガネの男性。
ドSで､東海道新幹線や山陽新幹線に対して嫌がらせを行うことが多い。目標は本州打倒。
かつては特急つばめで満州から引き揚げた南満州鉄道を特急はと（現在の東海道新幹線）として名付け教え役となった。その特急はとが東海道本線と兄弟であることに困惑していた。
ちなみにコロナ禍で暇になったので懐かしい紙芝居クイズの動画を作成した。内容はお察し下さい。
西九州新幹線
(女性時、在来線区間時)身長169cm、体重58kg。
(男性時、新幹線区間時)身長175cm、体重64kg。
国交省から着工認可が下りたため登場。当初は長崎新幹線と名乗っており、女性の姿でフリーゲージトレインを使って在来区間に入る予定だった。在来区間に入ることで性別もフリーゲージに合わせ変わる。
その後フリーゲージトレインが断念になり、山陽新幹線を拉致してまで方針を曲げようとして九州新幹線に止められる。
みずほ
ショートカットの少女。
強気で物事をはっきりと言うが、自身のグッズ展開が少ないことを気にしている。
さくら
桜の髪留めでおさげにしている少女。
あとから出てきたみずほに怒っていたが、基本的にみずほとつばめとともに一緒に行動している。
つばめ
おかっぱの少女。
気が弱く各駅のためにみずほからいじめられるが、グッズ展開のことで言い返す強さをもっている。
北海道新幹線
身長178cm、体重62kg。
新函館北斗開業までの間は紙袋を被っていた。2016年3月26日新函館北斗開業と同時に紙袋は解禁。
銀髪の天然パーマで少し垂れ気味の目をした青年。
北海道の星としての希望と夢を持っているが、本体の経営体質が貧弱なので何処と無く後ろ向きでもある。
函館本線をなにかと頼りがちだが立ち直りも早い。
かつては未成線の戸井線で昔から虎視眈々と新幹線の座を狙ってたが、山陽新幹線の候補生の採用で屈辱を受けたため山陽新幹線（元篠山線）と東海道新幹線が嫌い。

### 東武鉄道
色違いのツナギを着用し、左腕に路線名を記した腕章を巻いている。他の会社に比べて貧乏で、おせちすら満足に用意できない。また、なぜか身長が低い。
伊勢崎線
身長160cm、体重47kg。
短い黒髪の青年。童顔。ツナギの色は水色。
かわいい顔に似合わず叩き上げの体育会系で男らしい性格。
料理の下手さは伝説級でたまご焼きにはマヨネーズを入れる。
銀座線の事は創業者の影響か後輩と認識している。
スカイツリーの知名度を上げるべく愛称までつけたり駅を改名したりした。
日光線
身長169cm、体重54kg。
顔立ちの整った黒髪の青年。ツナギの色は赤。ツナギの中にはVネックの黒いTシャツを着ている。
女子供は平気で殴れるが伊勢崎線だけは殴れない。作中彼と鬼怒川線、東京メトロ日比谷線のみが男性同性愛者である。
自社キャラクター「とぶっち」を好戦的に教育したりとハングリー精神にあふれている。
たまご焼きは砂糖派である。
亀戸線
身長154cm、体重42kg。
茶髪の青年。ツナギの色は黄土色。
悪ふざけ担当で総武線と交流している。大師線に変な情報を吹き込むのが趣味。
大師線
身長90cm、体重14kg。
黒髪の幼い子供。ツナギの色は水色。
伊勢崎（いせさき）が発音できず「いささき」になってしまう。伊勢崎線と東上線をつなぐ計画が無くなったことは知らされていない。
野田線
身長168cm、体重80kg。
ふわふわした黒髪のぽっちゃりとした体型の青年。ツナギの色はグレーがかった水色。
ダイエットとリバウンドを繰り返している。
数十年ぶりに新車両が入ることをしつこいほど自慢していたところを日光線に蹴られる。
愛称を付けられたが、全く自分に要素がない事に嘆いていた。その後あまり浸透してないことが見受けられる。
佐野線
身長146cm、体重38kg。
短い黒髪の青年。ツナギの色はピンク。
一歩引いて困ってる顔が良く似合うと言われている。
よく大師線の面倒を見ている。
たまごは生派である。
桐生線
身長155cm、体重46kg。
黒髪をオールバックにした青年。ツナギの色は青。
人が失敗していると手を貸さずにはいられない。東武の禁煙政策に最後まで反対していたが押し切られた。
たまご焼きは全部味が一緒と思っている。
小泉線
身長153cm、体重44kg。
黒髪を真ん中で分けている青年。ツナギの色はオリーブグリーン。
何かと不遇なのでやさぐれている。甘党。
花を育てようとして必ず枯らし最近は桐生線が途中から育てている。
たまご焼きより目玉焼き派である。
宇都宮線
身長182cm、体重62kg。
坊主頭の好青年。ツナギの色はオレンジ。「電柱」と呼ばれるほど背が高い。
坊主頭はワンマン運転になったときに、伊勢崎線にバリカンで刈られた。
鬼怒川線
身長165cm、体重60kg。
茶髪の青年。前髪は右から左に流している。ツナギの色は濃い赤。
男性同性愛者であることを日光線以外に気づかれていない。気づかれてもいいが今さら言い出せないでいる。ちょっと不細工で背が高い男が好みらしい。
東上線
声 - 鈴村健一
身長165cm、体重62kg。
黒髪を真ん中で分けている青年。ツナギの色はオレンジ。ツナギの中には左胸に「東上」と書かれた白いTシャツを着ている。
過去に乗り入れを打ち切られた秩父鉄道には未練があり彼の前では途端に大人しくなる。
逆に自分に代わって秩父鉄道との相互乗り入れを続ける西武を憎んでいる。
伊勢崎線などの仲は不明だが「東武線」と呼ばれるのを嫌がっており下に見ている。
越生線
声 - 真堂圭
身長125cm、体重29kg。
黒髪を短く刈っている目つきの悪い少年。ツナギの色はオレンジ。
東上線のフォローをしているはずの発言が痛いほどに核心を突いて逆に彼を落ち込ませ「ある意味核弾頭」と評される。
大きくなって東上線を支えたいと思っているが大きくなる予定はない。しかし東上線と直通してた時の名残りで大人化すること自体は可能。
たまご焼きには砂糖と塩とチーズを入れる。

### 西武鉄道
白い縁取りの入ったブルーのコートを着用している。そろって愛社精神が過剰で堤康次郎を「会長」と呼び神のごとく崇拝している。JR線のことを「国鉄」と称したり東京地下鉄のことを「営団」と称したりしている。他社路線を見下している節があるがそのこともあってか副都心線からは逆に見下されている。
池袋線
声 - 遊佐浩二
身長175cm、体重67kg。
金髪の青年。前髪で常に左目を隠している。
常に肖像を携帯するほど会長を崇拝していて発作を起こすことがある。彼を馬鹿にされると恐ろしい勢いで怒る。
他の西武路線が「会長になら抱かれてもいい」と思っているのに対し彼だけは「会長に抱かれたい」と思っている。
武蔵野鉄道時代の因縁から東武を嫌っている。
勉強はあまり出来ないようで、学園パロディではテストで30点をとっている。
アルコールに弱い。
新宿線
身長164cm、体重52kg。
金髪の青年で、髪で目が隠れている。
見た目に似合わずハイテンションな性格。空気を読まないこともあるが一番の常識人。
金遣いが荒いうえに電化製品好き。「稼いでるからいいじゃん!」が口癖。
話し上手なため西武で一番モテている。
東武東上線とは昔からの付き合いで、前身の村山線時代は西武鉄道と武蔵野鉄道が合併した際に元武蔵野鉄道の池袋線を嫌っていた。
嫁に廃線になった安比奈線がいて、彼に一番優しい。
西武秩父線
身長182cm、体重77kg。
短い金髪の大柄な好青年。酒に強い。
秩父鉄道に乗り入れるため関わりが多く東武東上線より仲が良いと言われるがそれを言うと彼の身が危うい。
池袋線が精神を追い込まれた時に世話を見たり代わりに運用を見る。
西武有楽町線
身長109cm、体重20kg。
茶髪のショートボブの少年｡
西武では最年少だが愛社精神は旺盛。副都心線に泣かされることがある。
西武園線
身長172cm、体重67kg。
金髪の青年。やや目つきが悪い。
時々遊園地のヒーローショーに主に怪人役として出ている。
独特な物腰で安比奈線を怒らせることがあり偶に新宿線からビンタされる。
国分寺線
身長178cm、体重73kg。
長い金髪を後ろで束ねている青年。
歴史は古いが池袋線からは馬鹿にされている。勉強もできないようで学園パロディの際テストで赤点をとったことがある。
占いを信じるタイプでよく拝島線に占ってもらっている。
豊島線
身長173cm、体重63kg。
金髪の青年。少し髪が伸びていて真ん中に分け目がある。
趣味は寒中水泳で空手の黒帯所持者。
拝島線
身長175cm、体重70kg。
金髪の髪をストレートに伸ばしている青年。前髪は左から右へ流している。
タロットカードが趣味だが悪い評判以外出したことが無い。
西武秩父線と日本酒を飲み交わすのが好きで池袋線にウォッカを飲ませ病院送りにしたことがある。
立ち方がだらしないのか足をよく挫く。
狭山線
身長180cm、体重75kg。
ロングヘアーで金髪の青年。すこしウェーブがかかっていて肩までの長さ。
見た目通りの女タラシであるが西武で一番モテるのは新宿線で、そのことを少し気にしている。
山口線の飼い主だが甘噛で殺されかけたことがある。
多摩湖線
身長172cm、体重64kg。
金髪の少し髪が長い青年。存在感が希薄なのを気にしている。
歴史が長く複雑なためか根性が据わっている。
山口線
体長180cm、体重205kg。
ホワイトライオン。作中では「レオ（レオライナー）」と呼ばれることがある。
けっこう大型でマスコットになりきれていない。西武有楽町線だけが背中に乗れる。
ルンバに乗るよう新宿線に訓練されているが無理なのを知っている。
多摩川線
身長172cm、体重60kg。
短い金髪の青年で顔にそばかすがある。
他の西武線との接続がないため家にいないことが多いがあまり気づかれない。中央線とは飲み仲間。
安比奈線
身長174cm、体重70kg。
ややボサボサの金髪の青年。お面をかぶっており、正式な場ではお面を外し包帯を顔に巻く。
仕事がないので家事全般をこなしている家政婦のような存在。下着は西友の物を使っている。
廃線が決定した後は仮面を外し、第2の人生を求め家出しようとするが西武新宿線にプロポーズされ結局残った。
西武大宮線
後ろ姿で描かれることが多く詳しい顔はサングラスをかけたりなどしていたため分からない。
八高線が現在かけているサングラスは西武大宮線が省線の川越線に廃止前に渡したモノなのやもしれない。真偽は不明。

### 東京急行電鉄（東急）
スーツ（夏は半袖のスーツを着用）とラインカラーのネクタイを着用しそろって眼鏡をかけている。登場回数が少ないため詳しい性格はあまり明らかになっていない。
田園都市線
身長172cm、体重62kg。
外ハネの黒髪を真ん中で分けている男性。
半袖のスーツは無駄なものを排除したコストパフォーマンスで、社内の他部門から売り上げを搾取されていないと言い張る。
眼鏡を取ると有楽町線を西武の路線と間違えるほど目が悪い。
目黒線
身長172cm、体重65kg。
前髪を左側で分けている黒髪の青年。
冷静な口調と表情で思っていることをズバズバと言う。眼鏡は伊達。
東横線
身長173cm、体重63kg。
前髪を右側で分けている黒髪の男性。
副都心線と直通する前は西武池袋線に乗り入れるのを心配していて、直通後は5社直通の中で回復役になっている。
日比谷線とは昔からの付き合いだが、彼に物を与えるとお返しに悩み胃を痛めるので与えられずにいる。
池上線
身長171cm、体重69kg。
黒髪で短髪の男性。唇の下にほくろがある。
人見知りで京浜東北線や山手線とは駅で繋がっているが避けている。
イベントのチケットを渡す時と同時に都営浅草線に過去の事をいじられた。
大井町線
身長174cm、体重70kg。
黒髪のオールバックの男性。左耳の前に髪を垂らしている。
よく悪口を言われている。
世田谷線
身長170cm、体重60kg。
黒髪を真ん中で分けている男性。
実は「田園都市線」とは一番血縁関係があり、池上線・田園都市線とともに「被合併組」。
多摩川線
身長172cm、体重65kg。
黒髪を後ろで束ねている男性。
こどもの国線
身長137cm、体重29kg。
黒髪のショートボブの少年。普段は子供の姿で登場するが、実は大きくなれる。

### 小田急電鉄
制服はグレーのスーツ。ボタンがないタイプでジャケットの襟から前合わせにかけての縁取りが各線個別の色になっている。三人そろっての登場が多い。
小田原線
身長178cm、体重70kg。
眼鏡の青年。ウェーブのかかった黒髪を真ん中で分けている。縁取りの色は赤。
落ち着いた外見とは裏腹に多摩線と一緒になって江ノ島線をからかうことが多い。
手放した車両に対してはドライ。温泉が好き。
直通先である千代田線の事はメトロの眼鏡だと思っている。
多摩線からの呼び名は「小田っち」。
江ノ島線
身長172cm、体重65kg。
目つきの悪い青年。赤みがかった茶髪を左で分けている。縁取りの色は青でシャツを着ていない。
ヤンキーで口も悪いが小田急の真のまとめ役であり、小田原線と多摩線のボケにツッコむ場面が多い。
元ロマンスカーであるフジサン特急の奇抜さを受け容れられずにいる。
多摩線からの呼び名は「江ノちゃん」で彼の自由さに翻弄されている。
多摩線
身長180cm、体重69kg。
童顔の青年。ふわふわの黒髪をショートボブにしている。縁取りの色はピンク。
天真爛漫な性格でロマンスカーをゴールドやピンクに塗りたがるなどボケ発言が目立つ。
海が好きだがカナヅチなので江の島に泳ぎに来ては溺れ、江ノ島線に助けてもらっている。

### 東京地下鉄（東京メトロ）
白いワイシャツと黒のスラックス、各ラインカラーのネクタイを着用している。元帝都高速度交通営団（営団地下鉄）であるため、営団と呼ばれることが多い。愛称である「東京メトロ」と呼ぶ場合が多いが、正式名称が「東京地下鉄」なため、ここでは以後、「東京地下鉄」とする。
銀座線（３号線）
身長178cm、体重70kg。
ゆるいウェーブのかかった茶髪の青年。茶色のベストタイプのセーターを着用している。
早川徳次のことを片時も忘れたことはない。他の路線が全部止まったときに「楽しそう」という理由で止まろうと考えたりして有楽町線に怒られた。
常に笑顔をたたえており穏やかそうだがかなり腹黒い性格。合併話を持ってくる都営に対し辛辣な言葉を浴びせて追い払っている。その時の顔は睨んだような顔をしている。
東京地下鉄道時代は今よりも目つきがキツく、言葉も普段からとげとげしかった。最初は丸ノ内線に対してすら「国の犬」と蔑視して厳しい態度をとっていた。
東武伊勢崎線に後輩と認識されているのに対し、彼を先輩と認識している。
紅茶とゴディバのクッキーが好物。
丸ノ内線（４号線）
身長187cm、体重78kg。
黒髪のビジネスマン風の青年。
外見に反して性格は能天気。副都心線のせいで膨れ上がる振替輸送費を何とかしようと他社である西武有楽町線を拉致してきたり、半蔵門線とふざけてマナー啓発ポスターに使う写真を現場で撮影したりするたびに銀座線に諌められている。
勉強はできるらしく、暗記が得意。
東西線曰く丸かった時代はない。
カツ丼と醤油味のものが好き。やたら声がいい。
日比谷線（２号線）
身長165cm、体重55kg。
茶髪を真ん中で分けている青年。丸いメガネをかけている。
冷静なツッコミ役で苦労性である。銀座線や丸ノ内線を身近で見てきたので人生を達観している。
和食と米と魚が好きで薄味が好み。お茶の味にうるさい。
東西線（５号線）
身長170cm、体重56kg。
南北線の兄貴分。
黒髪をオールバックにした青年。顔にそばかすがあり前髪はカチューシャでとめている。
気苦労が多い。長い地上区間に加えて陸橋や高架があるため地下鉄なのに気象の影響を受けやすく、それが影響で遅延をするたびに副都心線や南北線に嫌味を言われたりする。
何にでも一味とうがらしをかける。昔は喫煙していたが今はしていない。
千代田線（９号線）
身長173cm、体重65kg。
黒髪にメガネの青年。
直通運転先である常磐線とは互いにズバズバとした物言いをする間柄。
見た目が地味でいわゆる「モブ」。から揚げが好きでからフェスに行くのが夢。毎朝スポーツ新聞を読んでいる。
過去の常磐線との思い出を大事にしていて震災の後、些細な事をきっかけに思い出を心の奥底に封印してしまった。
有楽町線（８号線）
声 - 鳥海浩輔
身長172cm、体重63kg。
金髪の好青年。副都心線からは「先輩」と呼ばれている。
直通路線など周囲が個性的すぎるために胃の痛い毎日を過ごしている苦労性。
副都心線の教育係だったが新人教育を失敗してしまい、彼の失態を一番尻拭いした。
副都心線が有楽町新線だった時は同室で過ごしていた。独り暮らしに戻った現在はかなり部屋が汚い。
自己啓発セミナーに通っていたらいつのまにか金髪になっていた。昔は喫煙者だったが有楽町新線のために禁煙してからそのまま吸っていない。
主食がビール。
半蔵門線（１１号線）
身長173cm、体重65kg。
長めの金髪で、軽い性格の青年。ワイシャツではなくTシャツにネクタイを巻いていることもある。
いつもふざけておりわざと空気を読まない。伊勢崎線や田園都市線から直通運転を切られたりしても気にするつもりはない。そのせいで銀座線に咎められている。
新車を入れてほしいと懇願しており、その騒いでいた様子を見ていた銀座線から古傷をつけると脅すも怯むことがなかった。
味の濃いものやブタメンが好き。ビールはアサヒ派。
南北線（７号線）
身長175cm、体重68kg。
東西線の弟分。
黒髪を真ん中で分けている青年。頭にアイマスクを乗せている。スラックスにサスペンダーを付けている。
頭のアイマスクは東西線の真似で彼のことを「B系」と馬鹿にしている。甘いものが好きで言動が子供っぽい。
大人のフリをしてタバコを吸ったらやめられなくなった。都営三田線とは色々あったが今は煙草仲間。
副都心線（１３号線）
声 - 岸尾だいすけ
身長176cm、体重70kg。
短く刈り込んだ金髪で、両耳にゴールドのピアスをしている。開業前は紙袋を被っていた。
幼少期は「有楽町新線」と呼ばれていた。
ダイヤ通りの練習を一回もせずに開通を迎えて大混乱を招くなど有楽町線に迷惑をかけっ放しである。
慇懃な口調で空気を読まない発言ばかりしては有楽町線につっこまれており、挑発的な言動ゆえに直通路線からは嫌われている。
酒のつまみ系は好きだがアルコールは苦手。ウィスキーボンボンを攻略中。厚焼きたまごが好き。

### 都営地下鉄
襟と胸の切り替え、袖がラインカラーのシャツを着用している。最近は東京地下鉄側に合併話を持ちかけているが、最終的には銀座線に追い出されている。
浅草線（１号線）
身長177cm、体重70kg。
赤毛に癖のある短髪の男性。いい加減かつハイテンションな性格で都営地下鉄のリーダー的存在だがまったくまとめられていない。
自分を卑下して相手をからかう癖もある｡酒に強く昼間から酒を飲もうとすることがあるほどの酒飲みで社宅や休憩室に麻雀を持ち込んだ。
乗り入れで食っていると言われているが自身もそれを認めている。新宿線と共に三田線をからかうことが多い。
メトロを傘下に入れようとしている為銀座線に嫌われている。
三田線（６号線）
身長178cm、体重68kg。
黒髪を短く刈り込み、サングラスをかけた男性。浅草線と新宿線から「みーたん」と呼ばれている。
根は真面目な性格だが、東武や東急と乗り入れする計画が白紙撤回になった過去を持っているせいでやさぐれている。
そのついでに始めた煙草がやめられない。
新宿線（１０号線）
身長180cm、体重75kg。
明るい黄色味がかった茶髪に、前髪をサイドに撫で付けた男性。
公務員であることを誇りに思っている。浅草線と共に三田線をからかうことが多い。三田線の「みーたん」というあだ名は彼がつけたもの。
大江戸線（１２号線）
身長179cm、体重73kg。
七三分けでメガネをかけた青年。
常に冷静で丁寧な言葉遣いを崩さない。一見、真面目そうに見えるがボケに転じることがある。
都営地下鉄の影のまとめ役で他3人のことは悪い人ではないが一緒にされたくないと思っている（特に新宿線を相手にしない）。
建設費の多額の借金が残っているのを気にしている。開業前、路線愛称候補に「ゆめもぐら」があったため、浅草線や新宿線から「もぐたん」と呼ばれている。
日本酒と刺身が好き。画伯レベルで絵が下手。

### その他の私鉄
秩父鉄道
声 -  井上和彦
身長174cm、体重75kg。
無精ヒゲで頭にタオルを巻いた、ガテン系の男性。
利益重視の西武池袋線に「鉄道は心で走るもの」と言い放つ。直通を切った東武東上線との関係は現在も良好。
かつて高崎線と直通していた過去を持っているため仲がいい。
たまに熊谷駅周辺の居酒屋で飲むことがある。
銚子電鉄
常になにかしら帽子をかぶったそばかす顔の青年。
少々天然のため、新商品として鉄道会社なのに新米を発売した。
総武線やJR千葉sと仲がいい。
小湊鉄道
猫耳のカチューシャをつけた青年。袖の長いジャケットを着ている。
相鉄本線
黒髪、天然パーマで丸眼鏡をかけた青年。

### 第三セクター
りんかい線
身長179cm、体重58kg。
黒髪、黒シャツの細身の青年。運行障害の件で非難された埼京線を慰め相互直通運転を行う。
本人曰く「心はいつもJRにある」。
ゆりかもめ
身長161cm、体重45kg。
水色のツインテール、ミニスカートにニーソックスのコスプレ風衣装を着ている。性別は男である。
つくばエクスプレス
オレンジ色で袖の無い服、肘の辺りまである同色の手袋を着用している。性別不詳。
いすみ鉄道
長髪の目が細い青年。JR在来線と似た服を着ている。
銚子電鉄と同等なぐらい天然である。廃線の危機感を持ってはいるがやる気がない。総武線と仲がいい。
千葉モノレール
ライダースーツのような服を着ている青年。ヘルメットを脇に抱えている。
みなとみらい線
青い髪をオールバックにした青年。普段は白のスーツを着ている。
運転業務を東急に委託していることにより、東急の路線としての一面も持つ。
東急の会議に出る時は東急の路線のスーツに着替え、髪も黒く染め眼鏡を着用する。
H&K P7を隠し持っている。
いわて銀河鉄道（IGR）
身長164cm、体重67kg。
黒髪の短髪に、ヘアピンを着けた青年。東北新幹線の兄で、元国鉄宇品線。着用している黒い詰襟は、国鉄時代の制服。
癒し系。動物に好かれる。
東北本線から第三セクターへ切り離される区間を受け継ぐことを「もうあんな思いはしたくない」と嫌がっていたが、弟の東北新幹線が兄の元同僚である山陽新幹線を引き合いに出して説得し、現在に至る。東北本線(宇都宮線)のことをよく気にかけていて、彼を正式名称である東北本線と呼んでいる。
八高線と会ったことがある｡
青い森鉄道
身長175cm、体重74kg。
水色の長髪を後ろで束ねている青年。東北のさわやか担当。黒のスラックスをサスペンダーで吊り、ワイシャツを着ている。
冬になると青いコートの上にマントを羽織る。
東北本線（宇都宮線）のことが余り好きではない。いわて銀河鉄道とは仲が良く、大抵は一緒にいる。

## 書誌情報
メディアファクトリー及びKADOKAWAより刊行。

### コミックス
1. 2009年6月23日発売、ISBN 978-4-8401-2579-6
2. 2010年12月22日発売
  - 通常版、ISBN 978-4-8401-3713-3
  - コミックアニメDVD付き特装便、ISBN 978-4-8401-3712-6
3. 2012年2月27日発売、ISBN 978-4-8401-4428-5
4. 2013年2月27日発売、ISBN 978-4-8401-5024-8
5. 2014年度版、2014年2月27日発売、ISBN 978-4-0406-6290-9 - 本巻より巻数表記ではなく「年度版」表記となる
6. 2015年度版、2014年12月27日発売、ISBN 978-4-0406-7232-8
7. 2016年度版、2015年11月27日発売、ISBN 978-4-0406-7850-4
8. 2017年度版、2016年11月4日発売、ISBN 978-4-0406-8573-1
9. 2018年度版、2017年11月27日発売、ISBN 978-4-0406-9531-0
10. 2019年度版、2018年11月27日発売、ISBN 978-4-0406-5264-1
11. 2020年度版、2019年10月26日発売、ISBN 978-4-0406-4096-9
12. 2021年度版、2020年10月27日発売、ISBN 978-4-0406-4956-6
13. 2022年度版、2021年10月27日発売、ISBN 978-4-04-680787-8
14. 2023年度版、2022年10月27日発売、ISBN 978-4-04-681778-5
15. 2024年度版、2023年10月27日発売、ISBN 978-4-04-683090-6
16. 2025年度版、2024年10月25日発売、ISBN 978-4-04-684203-9

- よりぬき青春鉄道、2015年8月27日発売、ISBN 978-4-0406-7591-6 - 2巻 - 4巻、2014年度版より抜粋
- 青春鉄道 黎明編、2016年8月27日発売、ISBN 978-4-0406-8519-9
- 青春鉄道 端境編、2023年1月26日発売、ISBN 978-4-04-682128-7
- 青春鉄道 Histories 1 From 2006〜2010、2023年10月27日発売、ISBN 978-4-04-683123-1
- 青春鉄道 付喪編、2024年6月27日発売、ISBN 978-4-04-683725-7

### 画集
- 青春画集〜青春鉄道キャラクターブック&イラスト集〜、2018年7月27日発売、ISBN 978-4-0406-9487-0
- 青春画集 青春鉄道キャラクターブック＆イラスト集 2023年増補版、2023年06月22日発売、ISBN 978-4-04-682617-6

### 写真集
- ミュージカル『青春-AOHARU-鉄道』公式フォトブック、2019年10月26日発売、ISBN 978-4-0406-4095-2

## ドラマCD

### 第1弾
メディアファクトリーより、2010年2月24日に発売。
キャスト
- 東武東上線 - 鈴村健一
- 地下鉄有楽町線 - 鳥海浩輔
- 西武池袋線 - 遊佐浩二
- 武蔵野線 - 小野坂昌也
- 秩父鉄道 - 井上和彦
- 地下鉄副都心線 - 岸尾だいすけ
- 東武越生線 - 真堂圭
- ナレーション - 小杉十郎太

### 第2弾
新幹線を集めた「高速鉄道編」。
メディアファクトリーより、2010年12月22日に発売。
キャスト
- 東海道新幹線 -宮野真守
- 山陽新幹線 - 櫻井孝宏
- 東北新幹線 - 三木眞一郎
- 九州新幹線 - 大川透
- 上越新幹線 - 谷山紀章
- 山形新幹線 - 関俊彦
- 秋田新幹線 - 斎賀みつき
- 長野新幹線 - 高橋美佳子
- ナレーション - 小杉十郎太
- 後輩A（つばさ） - 小尾元政
- 後輩B - 江口拓也
- 上司 - 十河圭祐

### 第3弾
山手線を一周する「山手線観光with青春鉄道」。
コミックフラッパー2011年9月号と月刊コミックジーン2011年9月号の付録。
キャスト
- 山手線 - 石田彰
- 京浜東北線 - 杉山紀彰
- 埼京線 - 代永翼

## コミックアニメ
第2巻特装便に付属したDVDに収録。
キャスト
- 東海道新幹線 - 宮野真守
- 山陽新幹線 - 櫻井孝宏
- 東海道本線 - 間島淳司

## ミュージカル

### 公演リスト
『青春-AOHARU-鉄道』
2015年11月18日から11月23日まで全労済ホール スペース・ゼロにて上演された。全10公演。
『青春-AOHARU-鉄道』2 〜信越地方よりアイをこめて〜
2016年11月9日から13時にAiiA 2.5 Theater Tokyo、11月18日から20日まで新神戸オリエンタル劇場で上演された。全12公演(東京7公演、神戸5公演)。
『青春-AOHARU-鉄道』3 〜延伸するは我にあり〜
2018年5月4日から13日まで東京・品川プリンスホテル クラブeX、5月18日・19日に神戸・新神戸オリエンタル劇場、5月25日・26日に新潟・長岡リリックホール シアターにて上演された。全20公演(東京14公演、神戸3公演、新潟3公演)。なお、「青春2.5切符ツアー」として神戸公演後に1回、新潟公演後に1回のツアー形式でのイベントも行われた。
『青春-AOHARU-鉄道』 〜すべての路は所沢へ通ず〜
2019年5月9日から19日まで東京・品川プリンスホテル クラブeXにて上演された。シリーズ初のスピンオフ作品で西武線をフォーカスしている。全16公演(＋イベント2公演)。
『青春-AOHARU-鉄道』 コンサート Rails Live 2019
2019年10月30日・31日に千葉・舞浜アンフィシアター、11月3日・4日に大阪・ COOL JAPAN PARK OSAKA WWホールにて上演された。シリーズ初のライブ形式となる。全6公演(東京3公演、大阪3公演)。
『青春-AOHARU-鉄道』4 〜九州遠征異常あり〜
2021年2月14日から31日まで東京・天王洲 銀河劇場にて上演された。新型コロナウイルスの影響で中止になった2020年7月・8月の延期公演となる。全21公演。本公演では、2月14日の初日公演のライブ配信がシアターコンプレックスで行われた。2月15日までは見逃し配信も行われ、3月13日12:00から3月19日まではアーカイブ配信も行われた。
『青春-AOHARU-鉄道』〜誰が為にのぞみは走る〜
2022年8月18日から28日まで東京・品川プリンスホテル ステラボールにて上演された。シリーズスピンオフの第2弾、高速鉄道をフォーカスしたスピンオフとなる。全16公演。8/25(木)18時公演をもって初演からシリーズ通算100公演を迎えた。千秋楽の8月28日の12:00公演と17:00公演は、動画配信サービス「Paravi」でLIVE配信と見逃し配信が行われた。
『青春-AOHARU-鉄道』5 〜鉄路にラブソングを〜
2023年6月15日から25日まで東京・天王洲 銀河劇場で、6月30日から7月2日まで兵庫・AiiA 2.5 Theater Kobeにて上演された。全18公演(東京14公演、神戸4公演)※全19公演の予定であったが、6月23日19時公演のみ中止。
『青春-AOHARU-鉄道』〜地下の中心で愛をさけんだMetro〜
2023年12月21日から31日まで東京・品川プリンスホテル クラブeXにて上演された。シリーズスピンオフの第3弾、地下鉄路線をフォーカスしたスピンオフとなる。全16公演。初日の12月21日の19:00公演、31日の12:00公演、千秋楽の同日の17:00公演は、インターネット配信のニコニコ生放送で生中継され、タイムシフト視聴期間も設けられた。
『青春-AOHARU-鉄道』6 ～ハッピーレール大作戦～
2024年7月4日から15日まで東京・天王洲 銀河劇場で、7月19日から7月21日まで兵庫・AiiA 2.5 Theater Kobeにて上演される。全19公演(東京15公演、神戸4公演)。

### スタッフ
- 原作 - 『青春鉄道』（KADOKAWA メディアファクトリー / コミックウォーカー連載中）
- 原作者 - 青春
- 脚本・演出・作詞 - 川尻恵太（SUGARBOY）
- 主催 - マーベラス、ネルケプランニング、KADOKAWA メディアファクトリー

### キャスト
| 路線名/年                   | 2015 (初演)                                             | 2016(2)    | 2018(3)                                      | 2019 (SS)                                             | 2019 (Live）    | 2021(4)    | 2022 (KS)     | 2023(5)    | 2023（MS） | 2024(6)    |
| --------------------------- | ------------------------------------------------------- | ---------- | -------------------------------------------- | ----------------------------------------------------- | --------------- | ---------- | ------------- | ---------- | ---------- | ---------- |
| 東海道新幹線                | 永山たかし                                              | 永山たかし | 永山たかし                                   | -                                                     | 永山たかし      | 永山たかし | 永山たかし    | 永山たかし | 永山たかし | 永山たかし |
| 山陽新幹線                  | 滝川英治                                                | 滝川英治   | -                                            | -                                                     | -               | 八神蓮     | 八神蓮        | 八神蓮     | -          | 八神蓮     |
| 東海道本線                  | 鯨井康介                                                | 鯨井康介   | 鯨井康介                                     | -                                                     | 鯨井康介        | 鯨井康介   | 鯨井康介      | 鯨井康介   | -          | 鯨井康介   |
| 京浜東北線                  | 高橋優太                                                | 高橋優太   | 高橋優太                                     | -                                                     | 高橋優太        | 高橋優太   | 高橋優太      | 高橋優太   | -          | 高橋優太   |
| 宇都宮線                    | 稲垣成弥                                                | 稲垣成弥   | 稲垣成弥                                     | -                                                     | 稲垣成弥        | 稲垣成弥   | -             | 稲垣成弥   | -          | 稲垣成弥   |
| 高崎線                      | 郷本直也                                                | -          | 郷本直也                                     | -                                                     | 郷本直也        | 郷本直也   | 郷本直也      | -          | -          | -          |
| 東武東上線                  | 高崎翔太                                                | 高崎翔太   | 高崎翔太                                     | -                                                     | 高崎翔太        | 高崎翔太   | 高崎翔太      | 高崎翔太   | -          | 高崎翔太   |
| 西武池袋線                  | Kimeru                                                  | Kimeru     | Kimeru                                       | Kimeru                                                | Kimeru          | -          | KIMERU        | KIMERU     | KIMERU     | -          |
| 有楽町線                    | 阿部よしつぐ                                            | -          | -                                            | -                                                     | -               | 石田隼     | -             | -          | 石田隼     | 石田隼     |
| 副都心線                    | 章平                                                    | -          | -                                            | -                                                     | -               | 岩城直弥   | 岩城直弥      | -          | 岩城直弥   | -          |
| 秩父鉄道                    | 森山栄治                                                | -          | 森山栄治                                     | -                                                     | 森山栄治        | 森山栄治   | 森山栄治      | -          | -          | -          |
| 埼京線                      | 豊永利行                                                | -          | -                                            | -                                                     | -               | -          | -             | -          | -          | -          |
| りんかい線                  | 山本一慶                                                | -          | 山本一慶                                     | -                                                     | 山本一慶        | -          | -             | -          | -          | 山本一慶   |
| 秋田新幹線                  | -                                                       | 神里優希   | 神里優希                                     | -                                                     | 神里優希        | 神里優希   | 神里優希      | 神里優希   | -          | -          |
| IGRいわて 銀河鉄道          | -                                                       | 岩義人     | -                                            | -                                                     | 岩義人          | -          | -             | -          | -          | -          |
| 青い森鉄道                  | -                                                       | 眞嶋秀斗   | -                                            | -                                                     | -               | -          | -             | -          | -          | -          |
| 東北新幹線                  | -                                                       | 石渡真修   | 石渡真修                                     | -                                                     | 石渡真修        | 石渡真修   | 石渡真修      | -          | -          | -          |
| 上越新幹線                  | -                                                       | 田中涼星   | 田中涼星                                     | -                                                     | 田中涼星        | 田中涼星   | 田中涼星      | 田中涼星   | -          | -          |
| 長野新幹線                  | -                                                       | 板垣李光人 | 板垣李光人                                   | -                                                     | 板垣李光人      | -          | 升谷天 川原昴 | -          | -          | -          |
| 北陸新幹線                  | -                                                       | 渡辺コウジ | 渡辺コウジ                                   | -                                                     | 渡辺コウジ      | 渡辺コウジ | 渡辺コウジ    | 渡辺コウジ | -          | 渡辺コウジ |
| 信越線                      | -                                                       | 高崎翔太   | 高崎翔太                                     | -                                                     | 高崎翔太        | 高崎翔太   | 高崎翔太      | 高崎翔太   | -          | -          |
| 西武新宿線                  | -                                                       | 橋本汰斗   | -                                            | 橋本汰斗                                              | 橋本汰斗        | -          | -             | 橋本汰斗   | -          | -          |
| 西武安比奈線                | -                                                       | 渡辺コウジ | -                                            | 渡辺コウジ                                            | 渡辺コウジ      | -          | -             | 渡辺コウジ | -          | -          |
| 山形新幹線                  | -                                                       | -          | 山本一慶                                     | -                                                     | 山本一慶        | -          | 山本一慶      | -          | -          | -          |
| 銀座線                      | -                                                       | -          | KIMERU                                       | -                                                     | KIMERU          | KIMERU     | KIMERU        | -          | KIMERU     | KIMERU     |
| 常磐線                      | -                                                       | -          | KIMERU                                       | -                                                     | KIMERU          | KIMERU     | KIMERU        | KIMERU     | -          | -          |
| 千代田線                    | -                                                       | -          | 神里優希                                     | -                                                     | 神里優希        | 神里優希   | -             | 神里優希   | 神里優希   | -          |
| 上越線                      | -                                                       | -          | 板垣李光人                                   | -                                                     | 板垣李光人      | -          | -             | 鎌苅健太   | 鎌苅健太   | -          |
| 横須賀線                    | -                                                       | -          | 渡辺コウジ                                   | -                                                     | 渡辺コウジ      | -          | -             | -          | -          | -          |
| 丸ノ内線                    | -                                                       | -          | 渡辺コウジ                                   | -                                                     | 渡辺コウジ      | 渡辺コウジ | -             | -          | 渡辺コウジ | 渡辺コウジ |
| 西武秩父線                  | -                                                       | -          | -                                            | 滝口幸広                                              | 滝口幸広        | -          | -             | -          | -          | -          |
| 西武西武園線                | -                                                       | -          | -                                            | 馬場良馬                                              | 馬場良馬        | -          | -             | 馬場良馬   | -          | -          |
| 西武国分寺線                | -                                                       | -          | -                                            | 木村敦                                                | -               | -          | -             | 加藤良輔   | -          | -          |
| 西武狭山線                  | -                                                       | -          | -                                            | 岩城直弥                                              | 岩城直弥        | -          | 岩城直弥      | -          | -          | -          |
| 西武有楽町線                | -                                                       | -          | -                                            | 橋本星 土方柚希                                       | 橋本星 土方柚希 | -          | -             | -          | -          | -          |
| 都営三田線                  | -                                                       | -          | -                                            | -                                                     | -               | 郷本直也   | 郷本直也      | -          | 郷本直也   | -          |
| 都営浅草線                  | -                                                       | -          | -                                            | -                                                     | -               | 森山栄治   | 森山栄治      | -          | 森山栄治   | -          |
| 山陰本線                    | -                                                       | -          | -                                            | -                                                     | -               | 稲垣成弥   | -             | -          | -          | 稲垣成弥   |
| 函館本線                    | -                                                       | -          | -                                            | -                                                     | -               | 橋本汰斗   | 橋本汰斗      | 橋本汰斗   | -          | -          |
| 山陽本線                    | -                                                       | -          | -                                            | -                                                     | -               | 神里優希   | 吉澤翼        | -          | -          | 吉澤翼     |
| 都営大江戸線                | -                                                       | -          | -                                            | -                                                     | -               | 田中涼星   | -             | -          | 輝馬       | -          |
| 九州新幹線                  | -                                                       | -          | -                                            | -                                                     | -               | 馬場良馬   | 馬場良馬      | 馬場良馬   | -          | -          |
| 都営新宿線                  | -                                                       | -          | -                                            | -                                                     | -               | 河合龍之介 | -             | -          | 河合龍之介 | -          |
| 北海道新幹線                | -                                                       | -          | -                                            | -                                                     | -               | 輝馬       | 輝馬          | -          | -          | 輝馬       |
| 長崎新幹線                  | -                                                       | -          | -                                            | -                                                     | -               | -          | 石田隼        | -          | -          | -          |
| 西九州新幹線                | -                                                       | -          | -                                            | -                                                     | -               | -          | -             | 石田隼     | -          | -          |
| 羽越本線                    | -                                                       | -          | -                                            | -                                                     | -               | -          | -             | 加藤良輔   | 加藤良輔   | -          |
| 北陸本線                    | -                                                       | -          | -                                            | -                                                     | -               | -          | -             | 牧田哲也   | 牧田哲也   | 牧田哲也   |
| 東金線                      | -                                                       | -          | -                                            | -                                                     | -               | -          | -             | 滝川広大   | 滝川広大   | -          |
| 総武線（総武本線）          | -                                                       | -          | -                                            | -                                                     | -               | -          | -             | 伊崎龍次郎 | -          | -          |
| 中央線（中央本線）          | -                                                       | -          | -                                            | -                                                     | -               | -          | -             | 皆木一舞   | 皆木一舞   | -          |
| 半蔵門線                    | -                                                       | -          | -                                            | -                                                     | -               | -          | -             | -          | 石渡真修   | -          |
| 日比谷線                    | -                                                       | -          | -                                            | -                                                     | -               | -          | -             | -          | 登野城佑真 | 登野城佑真 |
| 東西線                      | -                                                       | -          | -                                            | -                                                     | -               | -          | -             | -          | 北乃颯希   | -          |
| 南北線                      | -                                                       | -          | -                                            | -                                                     | -               | -          | -             | -          | 川崎優作   | -          |
| 東武日光線                  | -                                                       | -          | -                                            | -                                                     | -               | -          | -             | -          | -          | 牧田哲也   |
| 東武伊勢崎線                | -                                                       | -          | -                                            | -                                                     | -               | -          | -             | -          | -          | 二葉要     |
| 東武野田線                  | -                                                       | -          | -                                            | -                                                     | -               | -          | -             | -          | -          | 大野紘幸   |
| 武蔵野線                    | -                                                       | -          | -                                            | -                                                     | -               | -          | -             | -          | -          | 佐藤祐吾   |
| 岩徳線                      | -                                                       | -          | -                                            | -                                                     | -               | -          | -             | -          | -          | 佐川大樹   |
| 山手線                      | 髙木俊 碕理人 佐藤永典 早乙女じょうじ 瀬戸祐介 鎌苅健太 | -          | 木戸邑弥 兼崎健太郎 桑野晃輔 安川純平 赤澤燈 | -                                                     | 髙木俊          | -          | 髙木俊        | -          | -          | -          |
| 西武山口線 （レオライナー） | -                                                       | -          | -                                            | 永山たかし 高橋優太 瀬戸祐介 稲垣成弥 岩義人 田中涼星 | -               | -          | -             | -          | -          | -          |

アンサンブル
- 2015：柏木湊太、松田大知、松田将希
- 2016(2)：木村健人、齋藤健心、遊佐航
- 2018(3)：伊藤智則、大野紘幸、白石裕規
- 2019(SS)：伊藤智則（西武多摩川線 役）、大野紘幸（西武多摩湖線 役）、齋藤健心（西武拝島線 役）、福井大輔（西武豊島線 役）
- 2021(4)：伊藤智則、嶋崎裕道、御堂耕平
- 2023（5）：益川和久、小山麗也、西本健太郎
- 2024（6）：兼次要那、能代谷和輝

### 関連作品
| タイトル                                                           | 発売日         | 規格品番   | 規格品番   |
| タイトル                                                           | 発売日         | BD         | DVD        |
| ------------------------------------------------------------------ | -------------- | ---------- | ---------- |
| ミュージカル『青春-AOHARU-鉄道』                                   | 2016年3月25日  | ZMXH-10459 | ZMBH-10460 |
| ミュージカル『青春-AOHARU-鉄道』2 〜信越地方よりアイをこめて〜     | 2017年3月3日   | ZMXH-10925 | ZMBH-10926 |
| ミュージカル『青春-AOHARU-鉄道』3 〜延伸するは我にあり〜           | 2018年9月7日   | ZMXH-12382 | ZMBH-12383 |
| ミュージカル『青春-AOHARU-鉄道』 〜すべての路は所沢へ通ず〜        | 2019年9月4日   | ZMXH-13351 | ZMBH-13352 |
| ミュージカル『青春-AOHARU-鉄道』 コンサートRails Live 2019         | 2020年3月4日   | ZMXZ-13721 | ZMBZ-13722 |
| ミュージカル『青春-AOHARU-鉄道』4 〜九州遠征異常あり〜             | 2021年6月23日  | ZMXZ-14793 | ZMBZ-14794 |
| ミュージカル『青春-AOHARU-鉄道』 〜誰が為にのぞみは走る〜          | 2023年1月11日  | ZMXZ-16063 | ZMBZ-16064 |
| ミュージカル『青春-AOHARU-鉄道』5 〜鉄路にラブソングを〜           | 2023年10月11日 | ZMXZ-16813 | ZMBZ-16814 |
| ミュージカル『青春-AOHARU-鉄道』 ～地下の中心で愛をさけんだMétro～ | 2024年4月24日  | ZMXZ-17403 | ZMBZ-17404 |